# Орденский замок
О́рденский за́мок (нем. Ordensburg, эст. ordulinnus, латыш. ordeņa pils, лит. ordino pilis, пол. zamek krzyżacki) — замок-крепость, принадлежащая рыцарскому ордену или построенная по его указанию; средневековое оборонительное сооружение, вокруг которого возводились поселения.
Орденские замки были символами власти и престижа рыцарства. Их возведение проходило на территории Европы в период с конца XI века — начала XIII века и знаменовало собой победы крестоносцев.

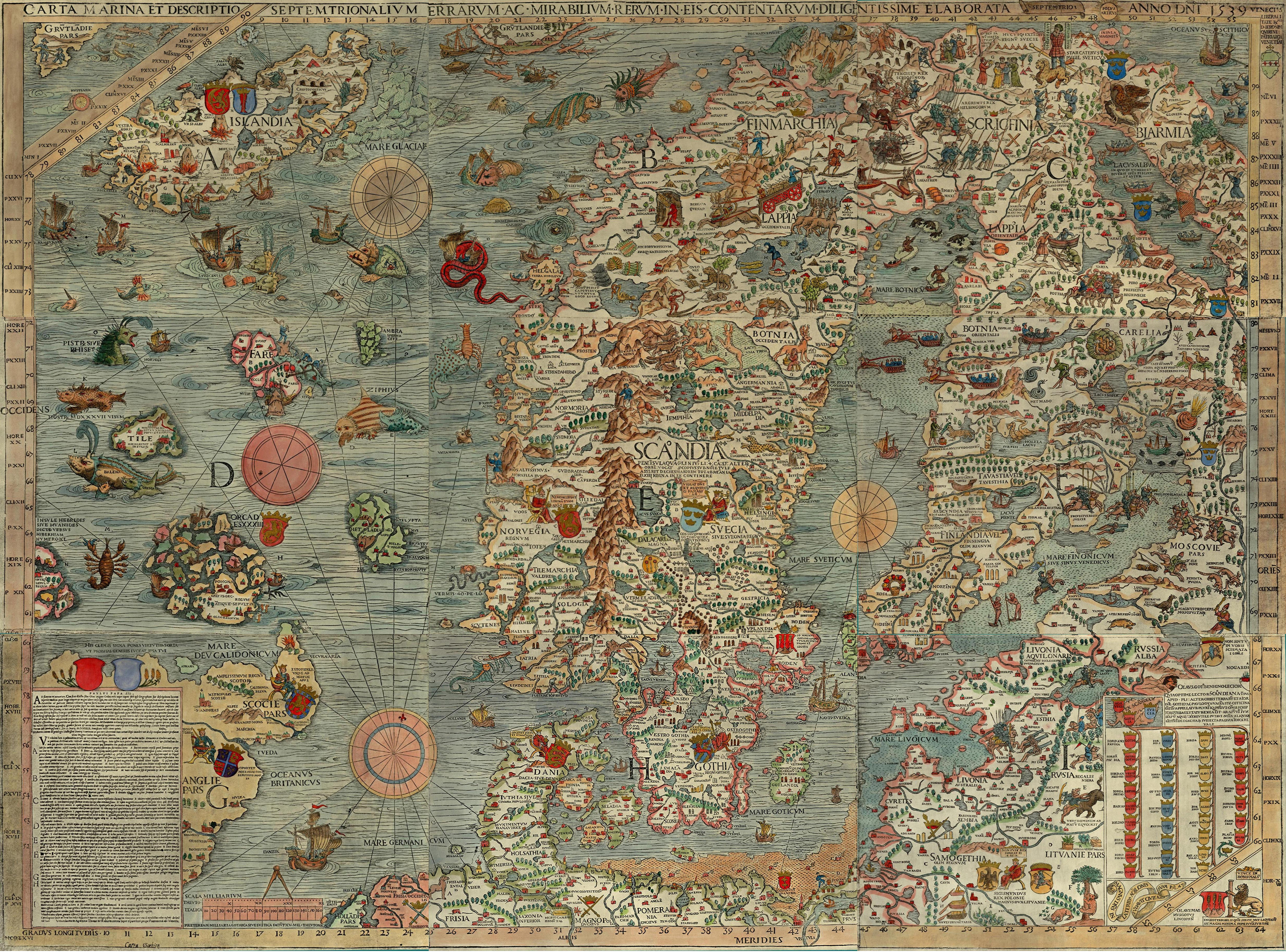
Крепости на карте Олафа Магнуса «Carta Marina», 1539 год

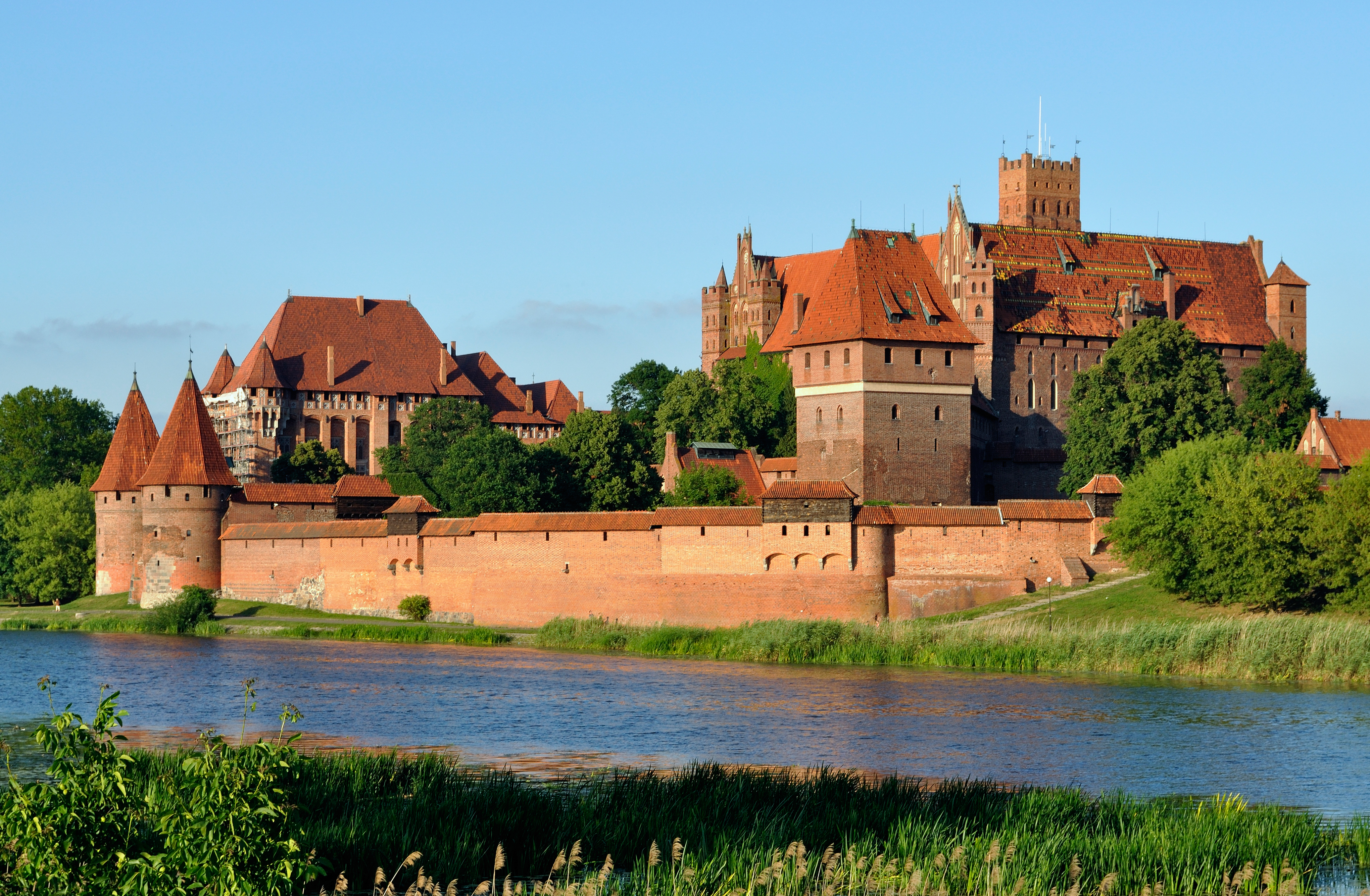
Орденский замок Мариенбург, Польша

Орденские замки были военным оплотом Ливонского ордена на территории современных Эстонии и Латвии, а также на землях бывшей Пруссии, в настоящее время разделенных между Калининградской областью России и Польшей (Ливонский орден там был автономной ветвью Тевтонского ордена). Орденский замок являлся местом проведения военного конвента, которым управлял комтур или фогт.
В Эстонии наиболее сохранившимся (и в дальнейшем отреставрированным) орденским замком является Нарвский замок (замок Германа), за ним следует замок Везенберг (Раквере) (оба реконструированы как музеи).
На территории Тевтонского ордена особый интерес представляет замок Мариенбург (Мальборк) (нем. Marienburg, пол. Malbork), который в средние века был резиденцией магистра Тевтонского ордена. В настоящее время он расположен на территории Польши и является крупнейшим каменным замком в мире.
В орденском замке было организовано управление жизнью в крепости: здесь были хозяйственные управляющие, управляющие конюшнями, казначеи, мельничные и кухонные мастера. Почтой и корреспонденцией занимался маршал писем, который был одним из старших братьев ордена. Почтальонами были посыльные, обычно свободные крестьяне. На службе у ордена были также различные ремесленники: кузнецы, пекари, сапожники, портные. Братья ордена, не принявшие обеты ордена, но обязанные соблюдать его правила, назывались полубратьями, их рекрутировали из местного населения. Полубратья обычно защищали крепости или работали в больницах. Важную роль играли братья-священники, проводившие церковные службы.

## Средневековые орденские замки в Эстонии
- Замок Хелмет (Хелме) (нем. Helmet)
- Замок Каркус (Каркси) (нем. Ordensburg Karkus)
- Замок Лайс (Лайузе) (нем. Schloß Lais)
- Замок Леал (Лихула) (нем. Schloß Leal)
- Замок Зонебург (Маазилинн) (нем. Soneburg)
- Нарвский замок (нем. Narwa)
- Замок Вейсенштейн (Пайде) (нем. Weissenstein)
- Замок Оберпален (Пылтсамаа) (нем. Oberpahlen)
- Пярнуский замок (нем. Pernau)
- Замок Пейде (Пёйде) (нем. Peude)
- Замок Везенберг (Раквере) (нем. Wesenberg)
- Замок Тоомпеа (Реваль) (нем. Ordensschloß, Reval)
- Замок Тарваст (Тарвасту) (нем. Tarwast)
- Замок Толсбург (Тоолсе) (нем. Tolsburg)
- Замок Сыренец (Васкнарва) (нем. Nyslott)
- Замок Феллин (Вильянди) (нем. Fellin)

Имеются также сведения о существовании замка Талькхоф (нем. Talkhof). О его местонахождении точной информации нет и его следы не найдены; предполагается, что он находился в центре более поздней мызы Талькхоф, на правом берегу реки Педья. Некоторые исследователи всё же сомневаются в существовании этой крепости.

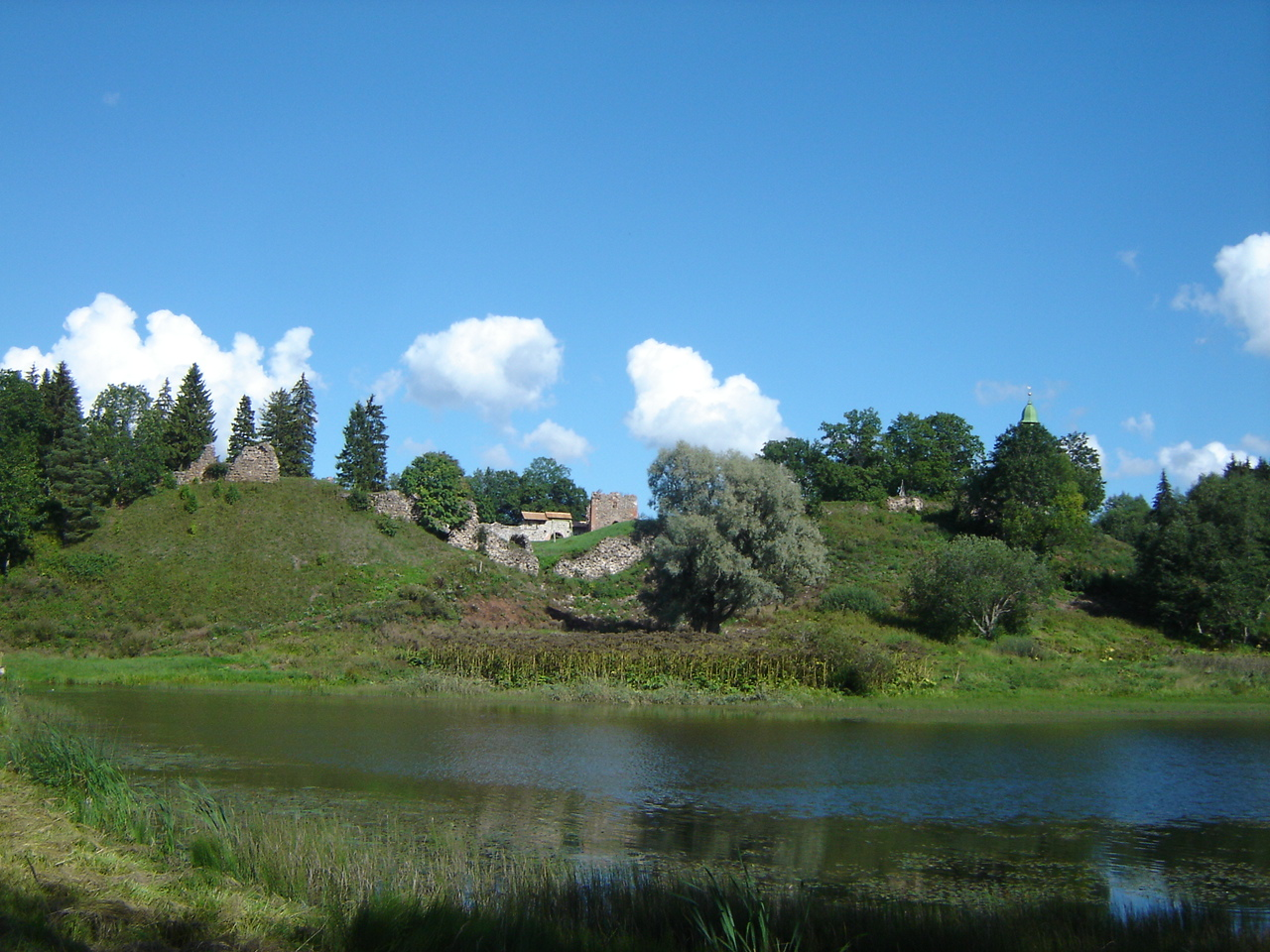
Руины замка-крепости Каркус
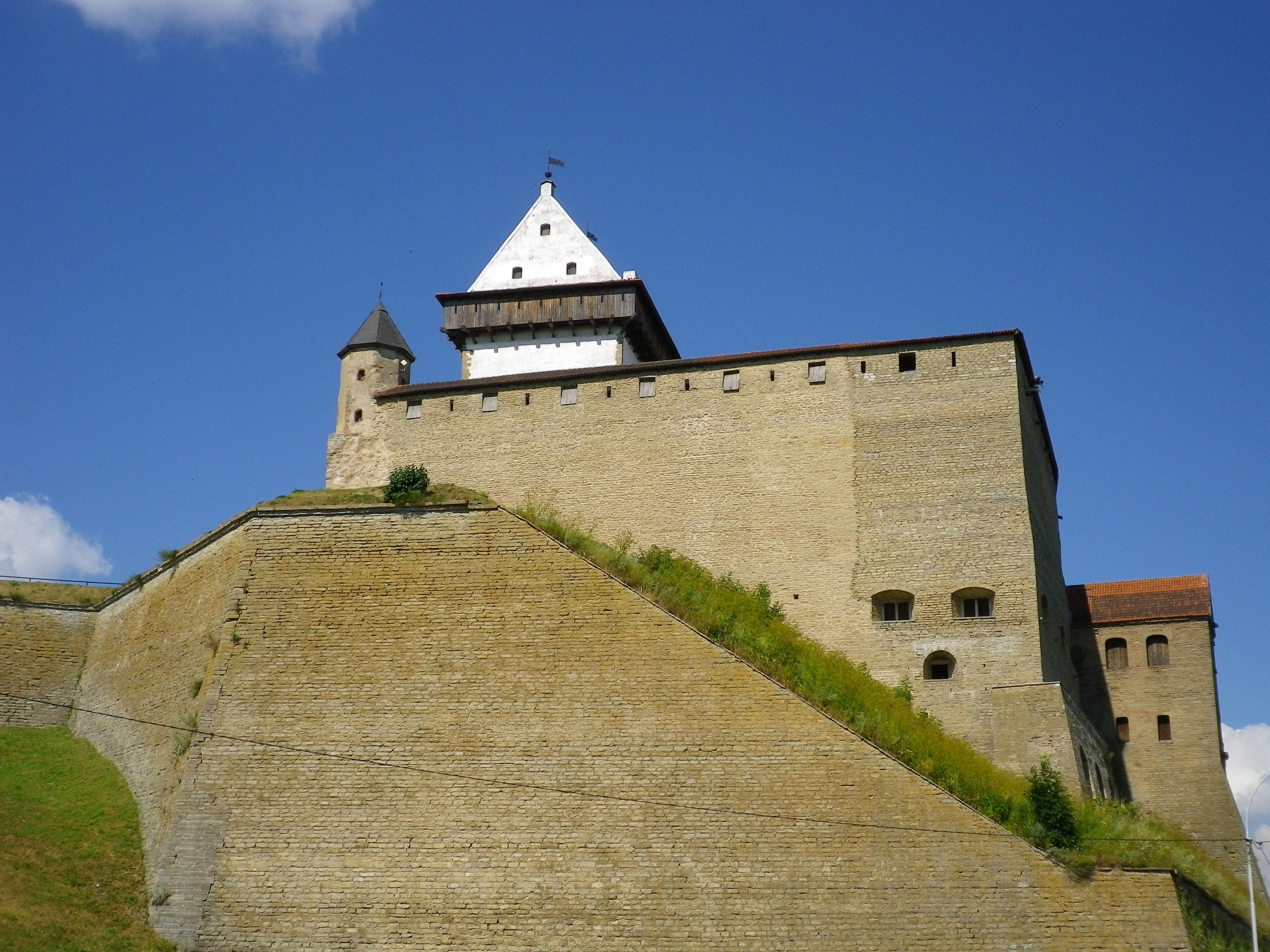
Нарвский замок
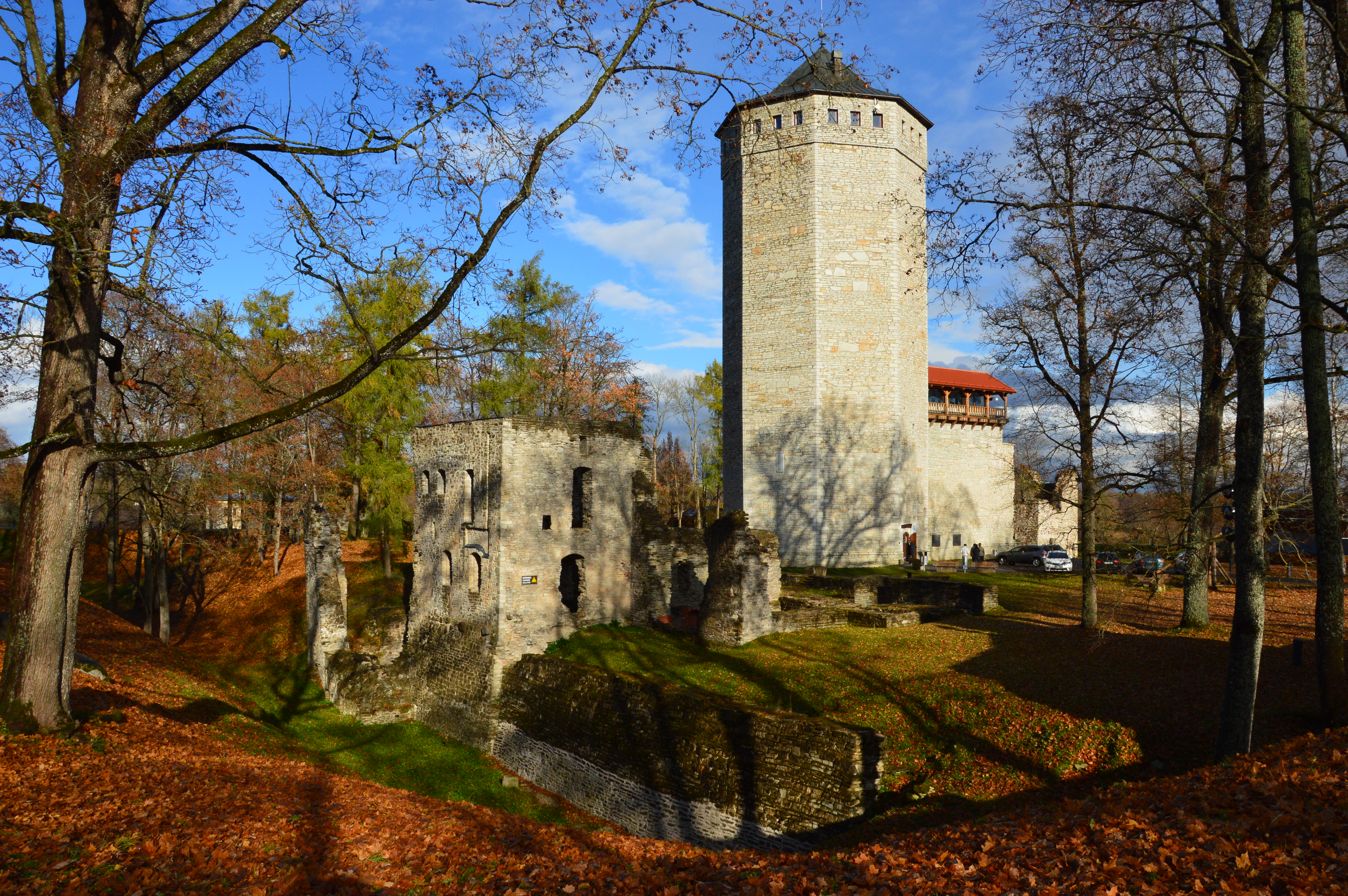
Руины замка-крепости Везенберг
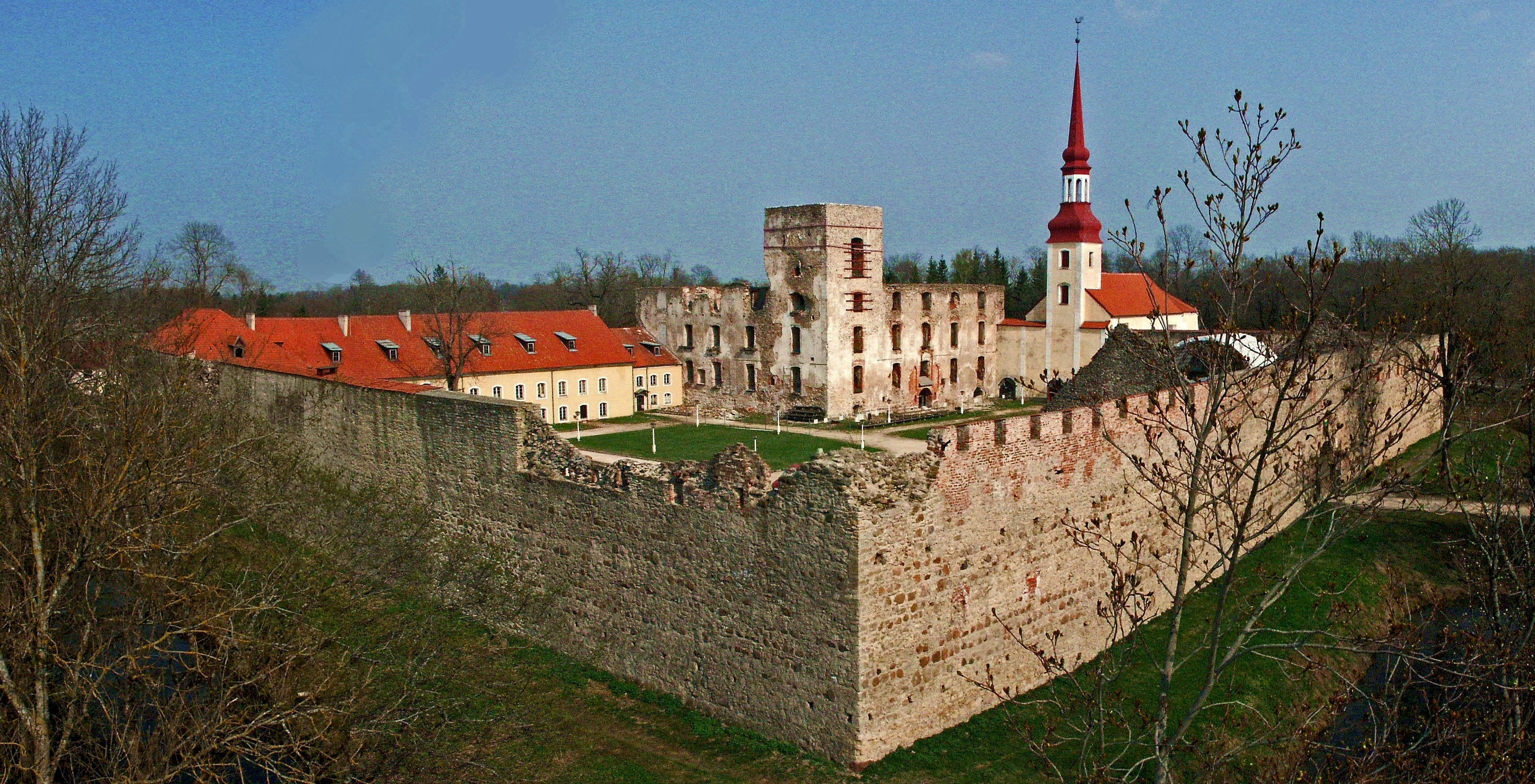
Руины замка-крепости Оберпален
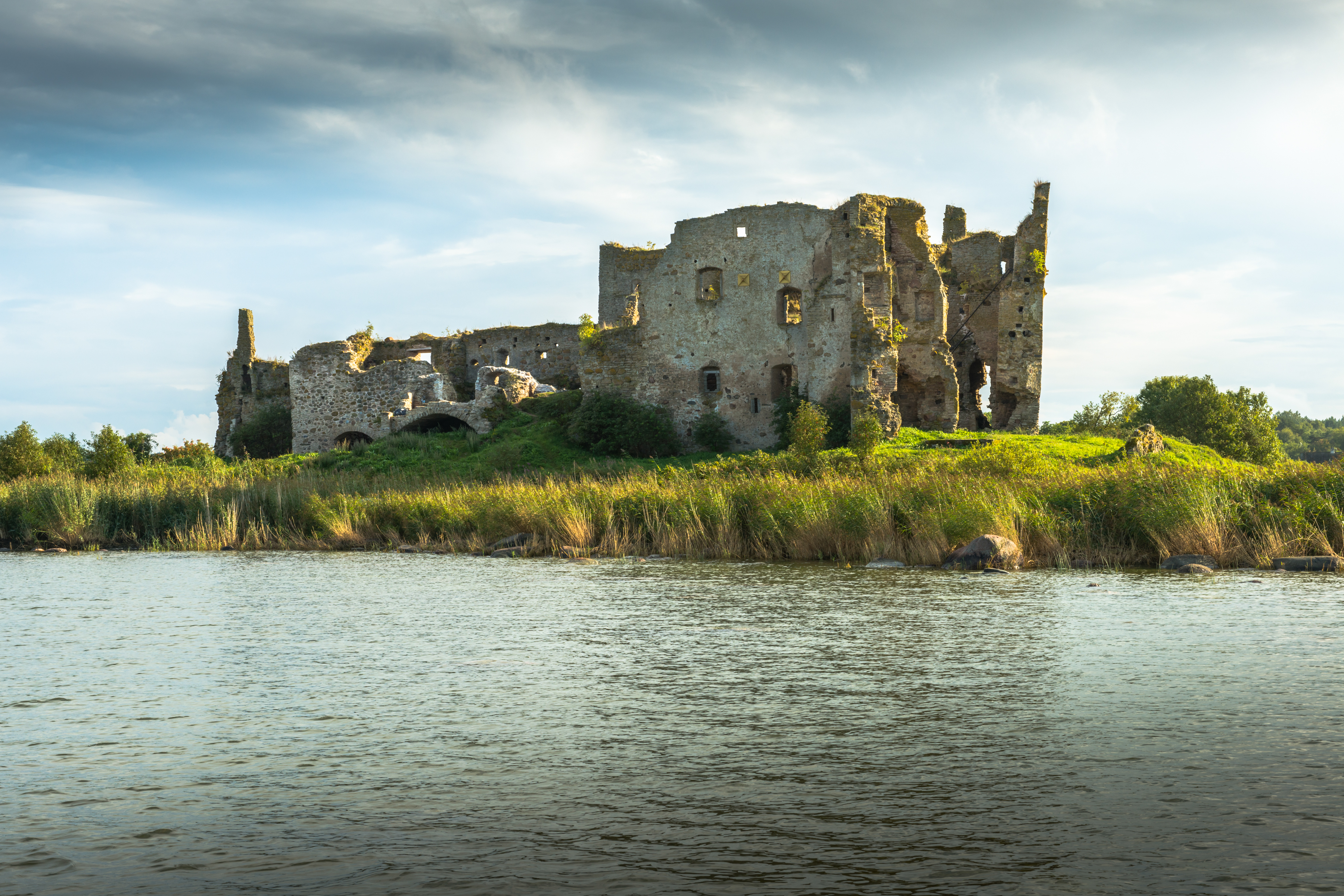
Руины замка-крепости Толсбург

## Средневековые орденские замки в Латвии
- Адажский замок (Нойермюлен)[латыш.] (нем. Schloß Neuermühlen, латыш. Ādažu ordeņa pils)
- Айзкраукльский замок (Ашенраден) (нем. Ascheraden, латыш. Aizkraukles pils)
- Айзпутеский замок (Хазенпот) (нем. Hasenpoth, латыш. Aizputes pils)
- Алукснеский замок (Мариенбург) (нем. Marienburg, латыш. Alūksnes viduslaiku pils)
- Айзпутеский замок (Хох Розен)[латыш.], (нем. Hoch Rosen, латыш. Aizputes ordeņa pils
- Бауский замок (Бауска) (нем. Amt-Bauske, Schloss Bauska, латыш. Bauskas pils)
- Добельский замок (Добелес) (нем. Schloß Doblen, латыш. Dobeles pils)
- Замок Дурбен (Дурбес)[латыш.] (нем. Durben, латыш. Durbes viduslaiku pils)
- Динабургский замок (Альт-Динабург) (нем. Alt-Dünaburg, латыш. Dinaburgas pils)
- Даугавгриваский замок (Дюнамунде)[латыш.] (нем. Dünamünde, латыш. Daugavgrīvas viduslaiku pils)
- Гауйиенаский замок (Ацель)[латыш.] (нем. Adsellen, Atzel, латыш. Gaujienas viduslaiku pils)
- Гробинский замок (нем. Schloss Grobin, латыш. Grobiņas pils)
- Кандауский замок (Кандау)[латыш.] (нем. Kandau, латыш. Kandavas viduslaiku pils)
- Кулдигаский замок (Голдинген)[латыш.] (нем. Goldingen, латыш. Kuldīgas pils)
- Лудзаский замок (Люцин)[латыш.] (нем. Schloß Ludzen, Lutzen, латыш. Ludzas pils)
- Маконкалский замок (Волькенбург)[латыш.] (нем. Wolkenburg, латыш. Volkenbergas pils, Makonpils)
- Елгавский замок (Митава)[латыш.] (нем. Mitau, латыш. Mītava pils)
- Резекненский замок (Розитен) (нем. Rositen, латыш. Rēzeknes pils)
- Рижский замок (нем. Rigaer Schloss, латыш. Rīgas pils)
- Руенский замок (Руен)[латыш.] (нем. Rujen, латыш. Rūjienas pils)
- Селпилсский замок (Зельбург)[латыш.] (нем. Selburg, латыш. Sėlpilio piliakalnis)
- Сигулдский замок (Сегевольд) (нем. Segewold, латыш. Siguldas viduslaiku pils)
- Штабегский замок (Айхенагерн) (нем. Eichenangern, латыш. Stābeġi vasala pils)
- Тирзенский замок (Тирзен)[латыш.] (нем. Tirsen, латыш. Tirzas viduslaiku pils)
- Трикатский замок (Трикатен) (нем. Trikaten, латыш. Trikātas viduslaiku pils)
- Вентспилсский замок (Виндау) (нем. Windau, латыш. Ventspils viduslaiku pils)
- Валмиерский замок (Вольмар) (нем. Wolmar, латыш. Valmieras Livonijas ordeņa pils)
- Цесисский замок (Венден) (нем. Wenden, латыш. Cēsu pils)
- Заубский замок (Юргенсбург) (нем. Jürgensburg, латыш. Zaubes pils)
- Светкалниский замок (Хейлигеберг) (нем. Heiligeberg, Heiligenberg, латыш. Svėtkalnio piliakalnis)

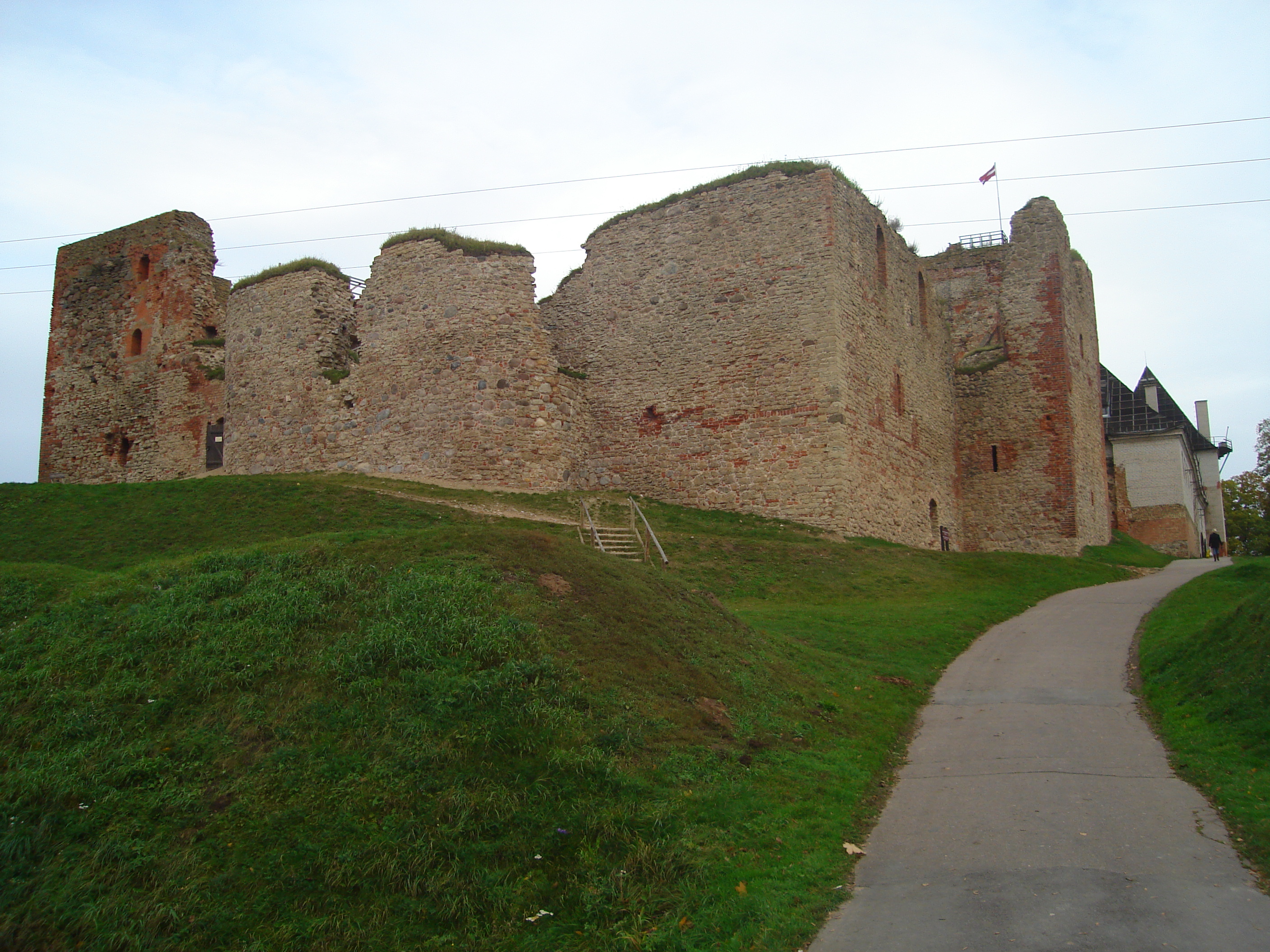
Бауский замок
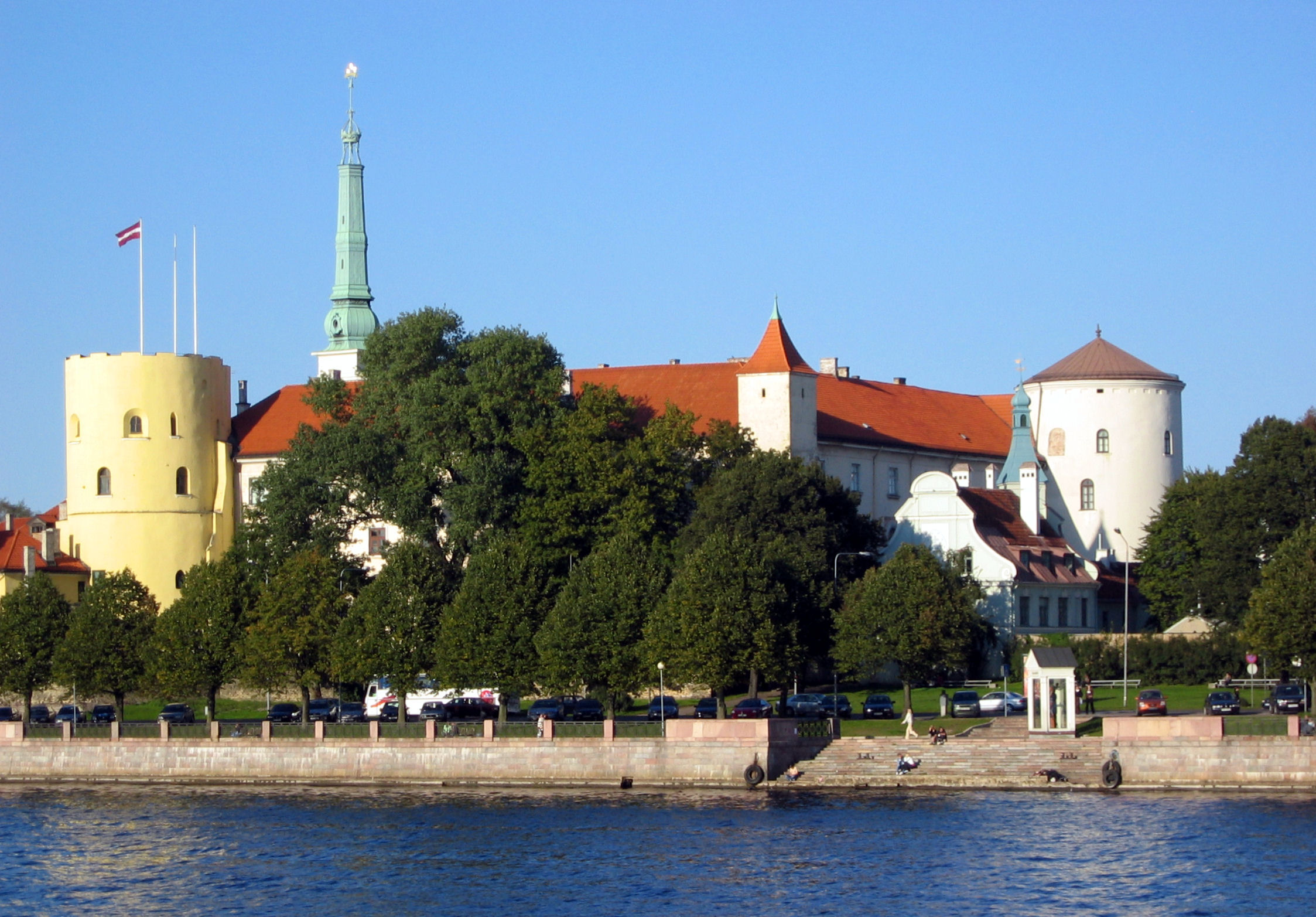
Рижский замок
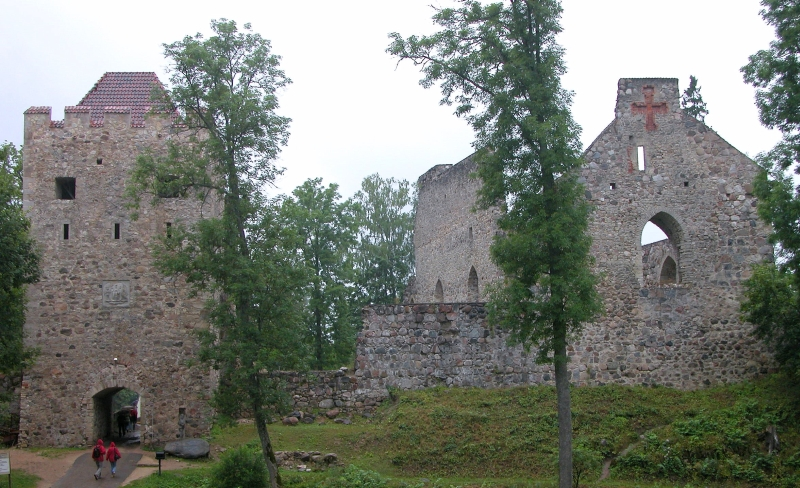
Руины Сигулдского замка
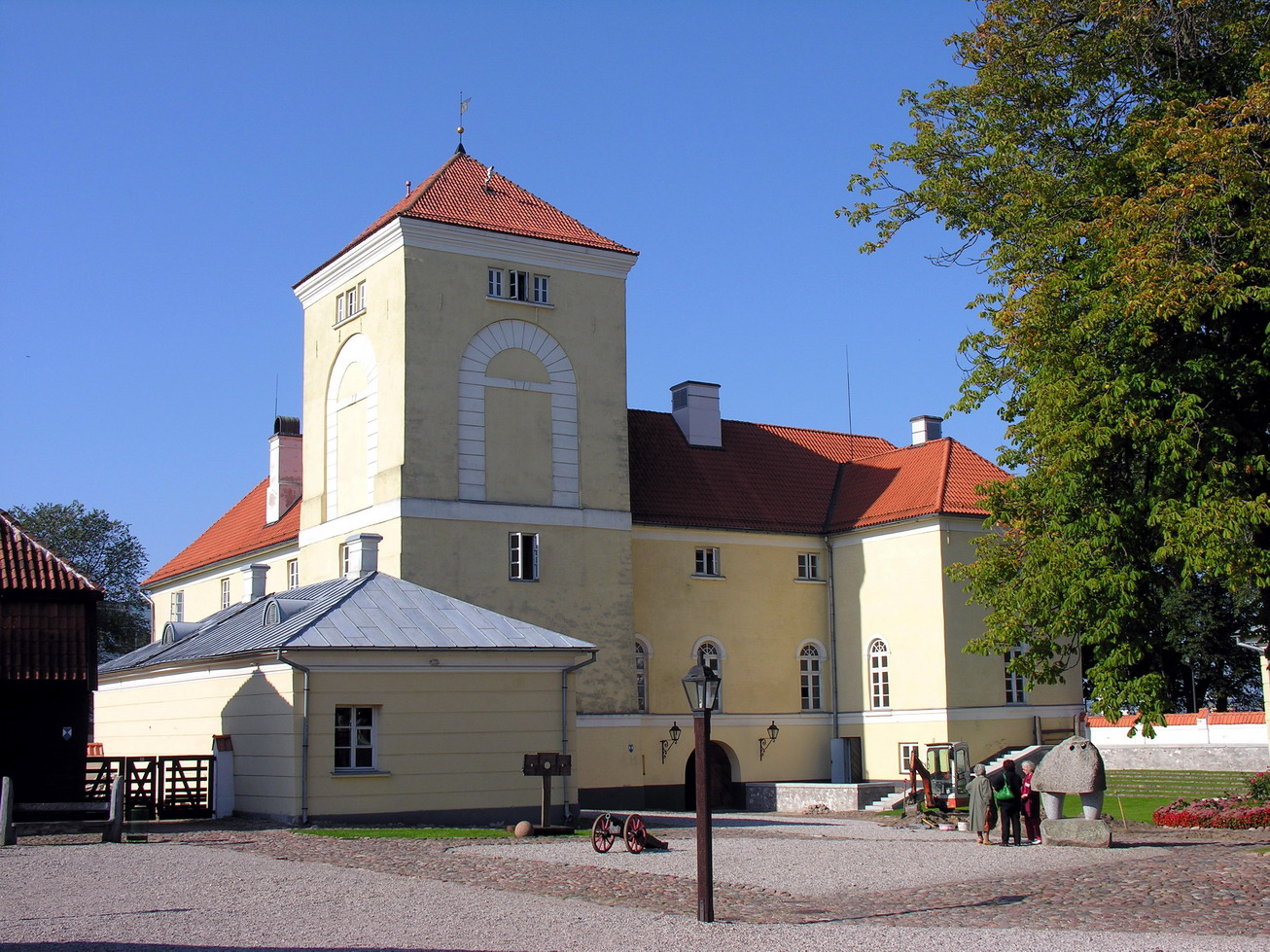
Вентспилсский замок
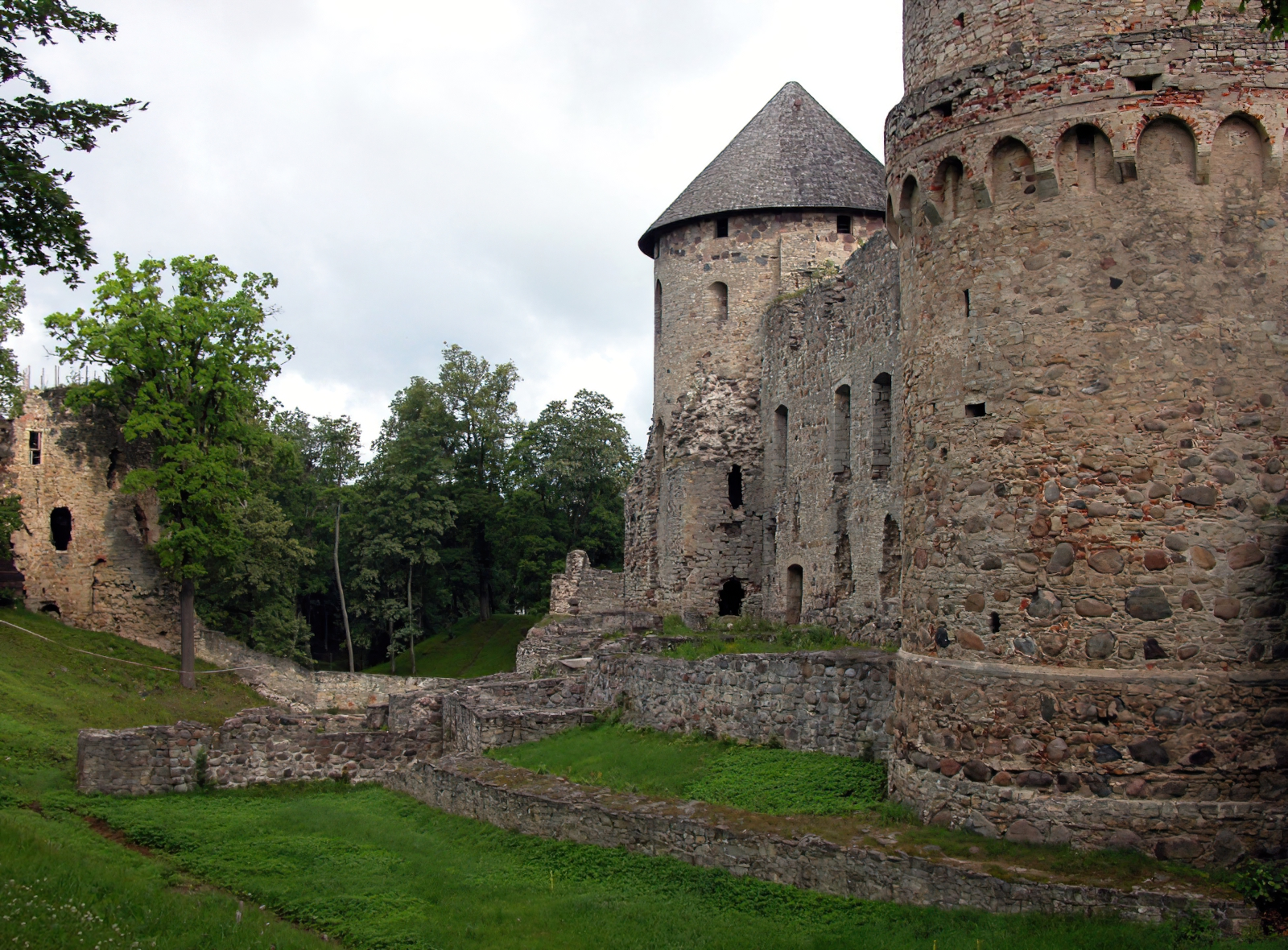
Цесисский замок

## Средневековые орденские замки в Литве
- Мемельбург[лит.] (нем. Memelburg, лит. Klaipėdos pilis)
- Дубисенбург (нем. Dubysenburg, лит. Dubysenburgas, Dubysenburgo pilis, Vokiečių ordino Dubysos pilis)
- Георгенбург[лит.] (нем. Georgenburg, лит. Georgenburgas, Georgenburgo (Jurgenburgo) pilis)
- Винденбург (нем. Windenburg, Vintenburg, лит. Ventės pilis)

## Средневековые орденские замки в России
- Замок Алленбург (нем. Allenburg)
- Замок Бальга (нем. Burg Balga)
- Замок Бранденбург (нем. Brandenburg)
- Замок Кёнигсберг (нем. Königsberger Schloss)
- Замок Лабиау (нем. Burg Labiau)
- Замок Лохштедт (нем. Burg Lochstädt)
- Замок Инстербург (нем. Burg Insterburg)
- Замок Рагнит (нем. Ragnit)
- Замок Тапиау (нем. Burg Tapiau)

Руины замка Бальга
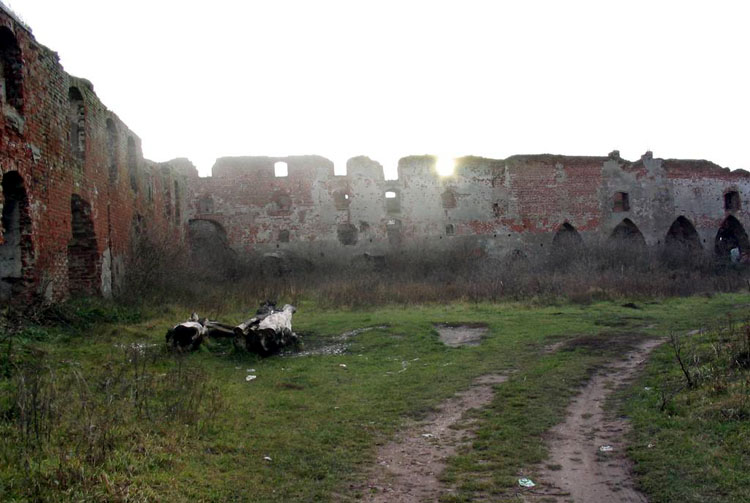
Руины замка Бранденбург
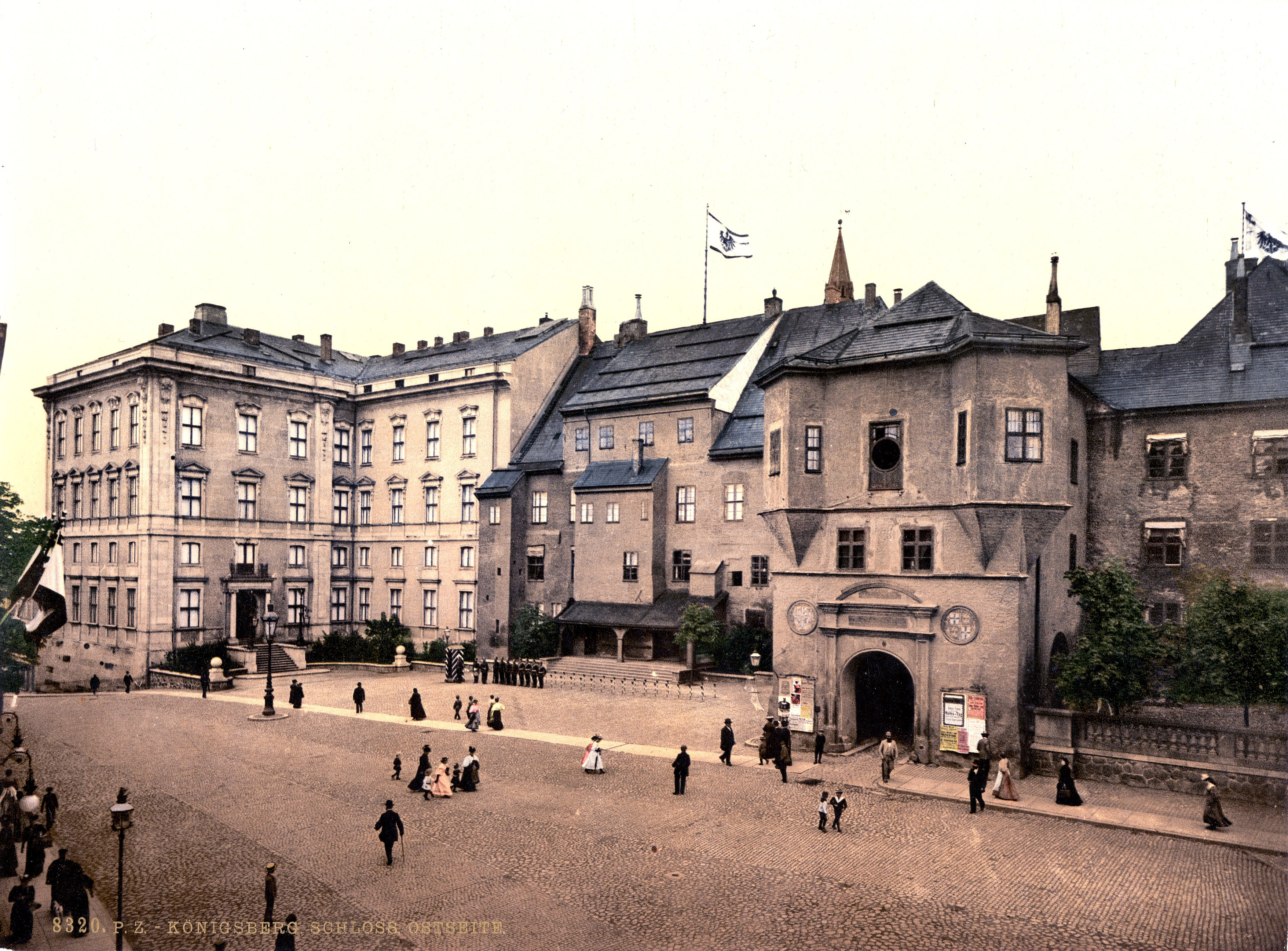
Замок Кёнигсберг, 1890—1900 годы
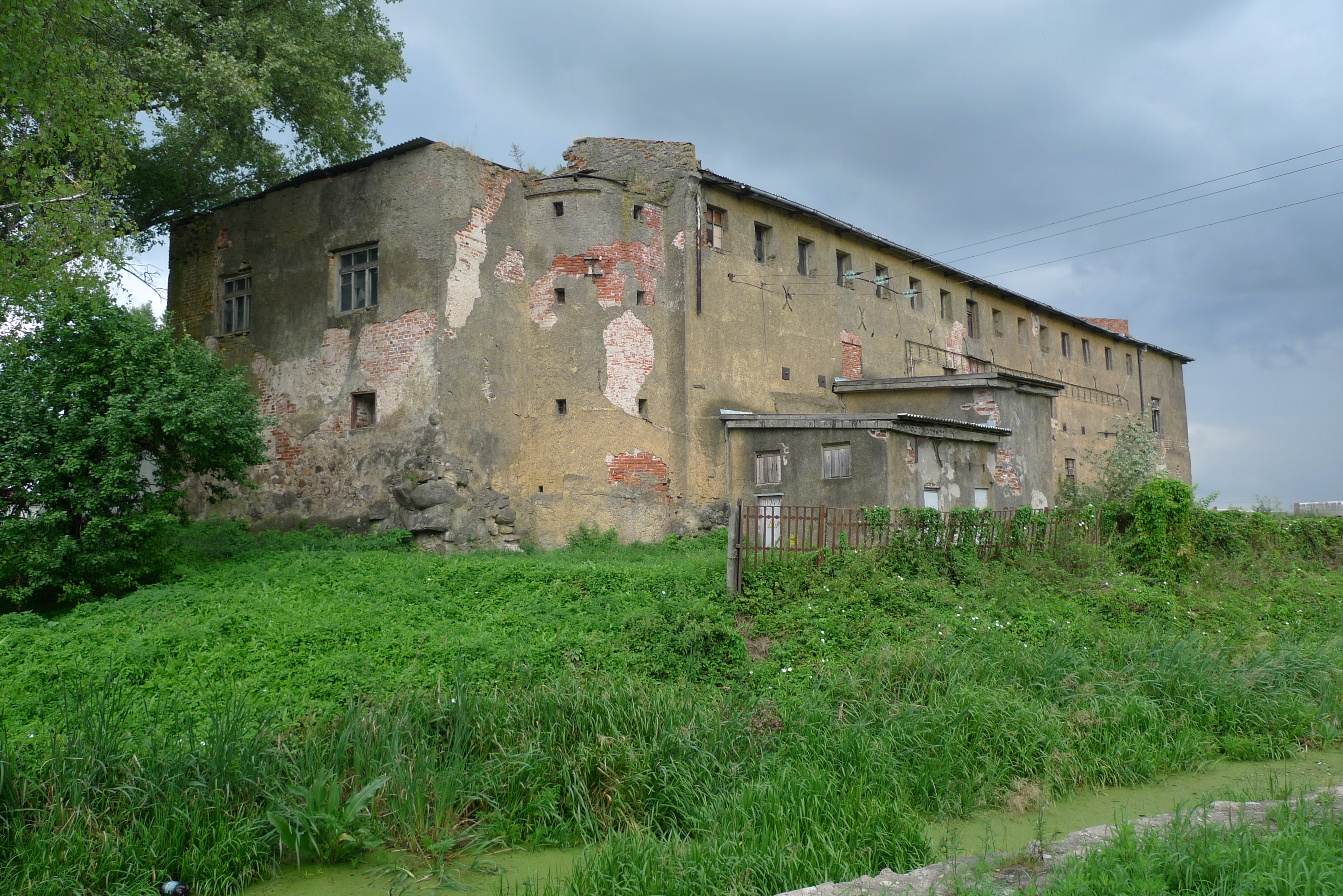
Перестроенный в музей замок Лабиау
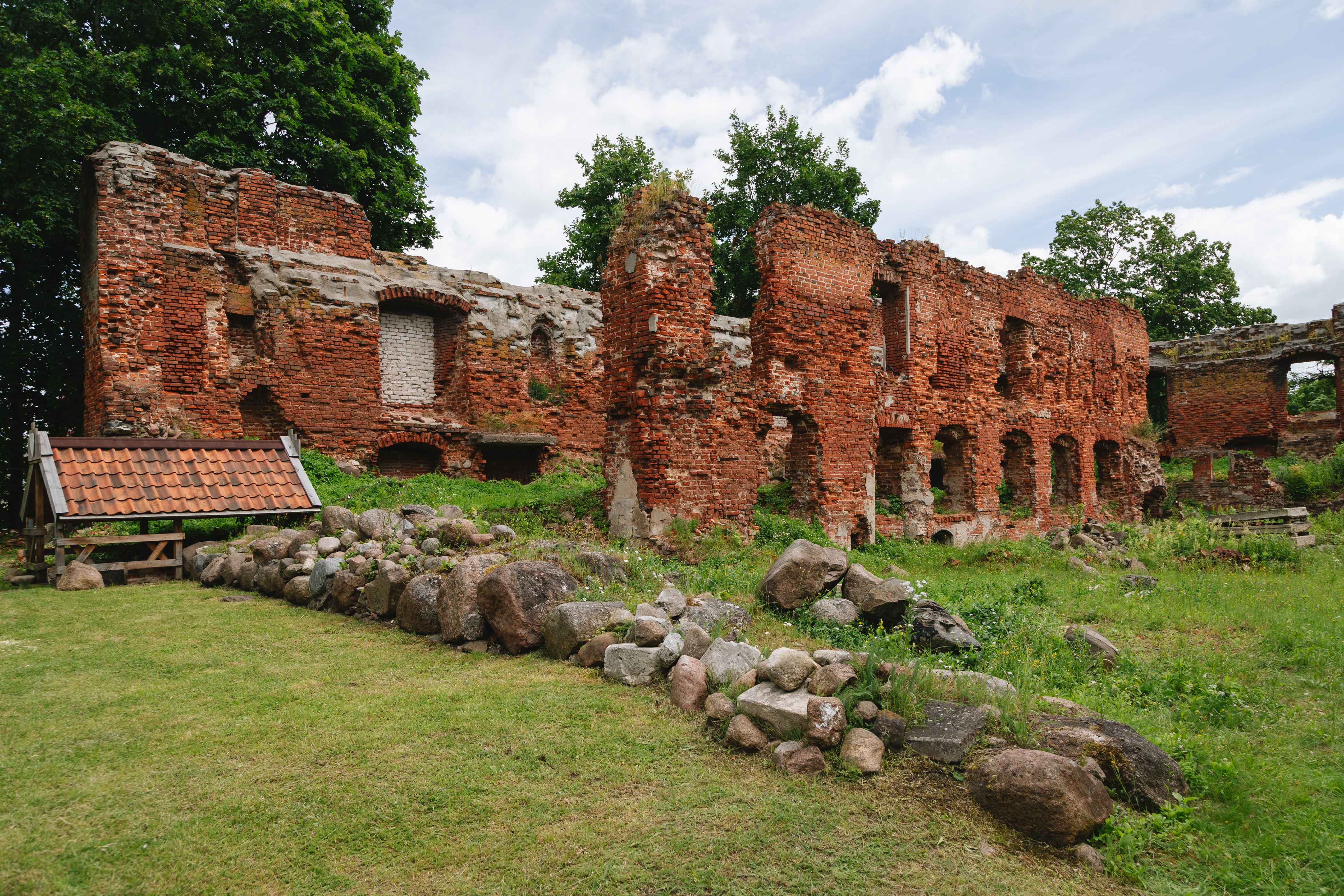
Руины замка Инстербург

## Средневековые орденские замки в Польше
- Алленштейн (нем. Allenstein), польск. Zamek w Olsztynie
- Биргелау (нем. Birgelau), польск. Zamek Bierzgłowski
- Братан (нем. Brathan), польск. Zamek w Bratianie
- Бютов (нем. Bütow), польск. Zamek w Bytowie
- Кристбург (нем. Christburg), польск. Zamek w Dzierzgoniu
- Кульм (нем. Culm), польск. Zamek w Chełmnie
- Данциг (нем. Danzig), польск. Zamek w Gdańsku
- Диршау (нем. Dirschau), польск. Zamek w Tczewie
- Эльбинг (нем. Elbing), польск. Zamek w Elblągu
- Энгельсбург (нем. Engelsburg), польск. Zamek w Pokrzywnie
- Голлуб (нем. Gollub), польск. Zamek w Golubiu
- Грауденц (нем. Graudenz), польск. Zamek w Grudziądzu
- Хоэнштайн (нем. Hohenstein), польск. Zamek w Olsztynku
- Мариенбург (нем. Marienburg), польск. Zamek w Malborku
- Мариенвердер (нем. Marienwerder), польск. Zamek w Kwidzynie
- Меве (нем. Mewe), польск. Zamek w Gniewie
- Нессау (нем. Nessau), польск. Zamek w Nieszawce Małej
- Ниденбург (нем. Nibork, Niedenburg), польск. Zamek w Nidzicy
- Остероде (нем. Osterode), польск. Zamek w Ostródzie
- Папау (нем. Papau), польск. Zamek w Papowie Biskupim
- Реден (нем. Rehden), польск. Zamek w Radzyniu Chełmińskim
- Шлохау (нем. Schlochau), польск. Zamek w Człuchowie
- Шёнзе (нем. Schönsee), польск. Zamek w Kowalewie Pomorskim
- Швец (нем. Schwetz), польск. Zamek w Świeciu
- Штрасбург (нем. Strasburg), польск. Zamek w Brodnicy
- Торн (нем. Thorn), польск. Zamek w Toruniu
- Тухель (нем. Tuchel), польск. Zamek w Tucholi

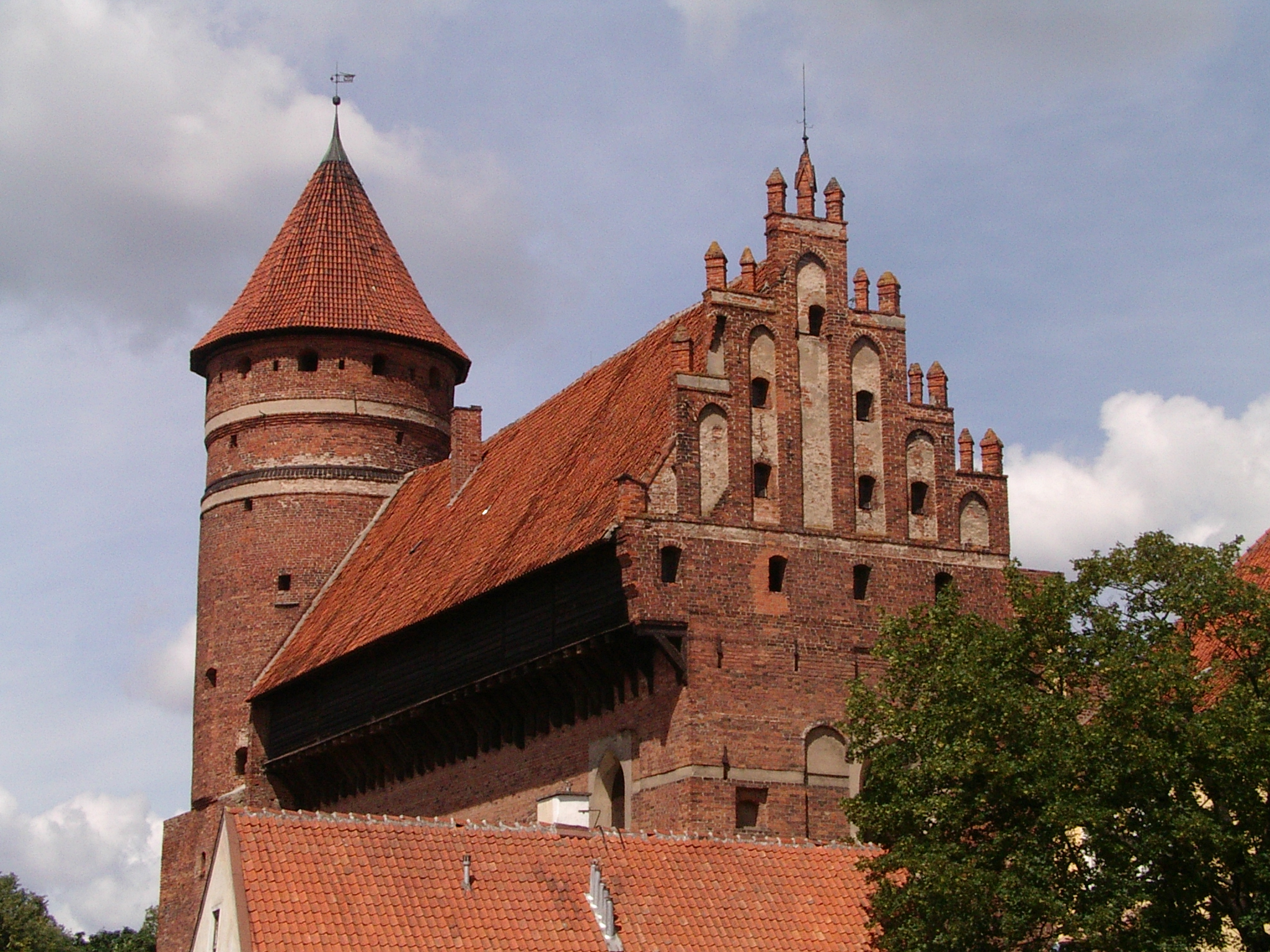
Замок Алленштейн
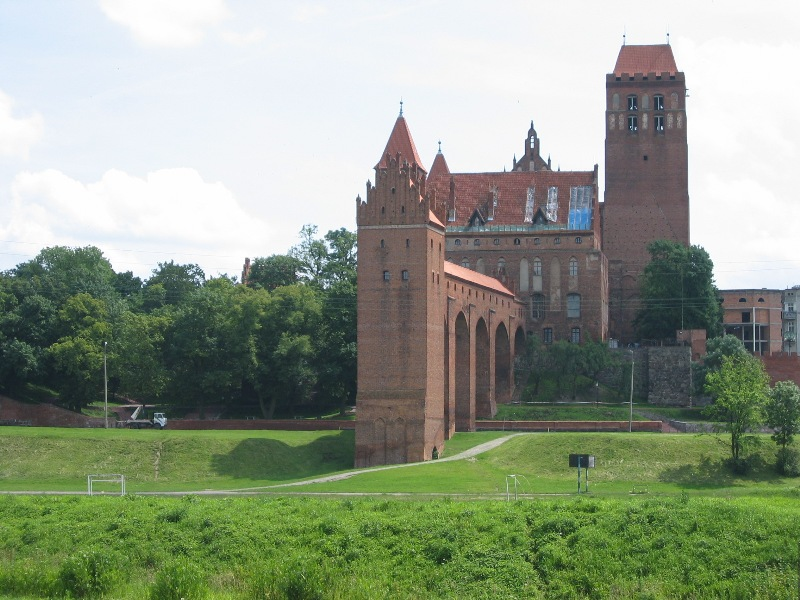
Замок Мариенвердер
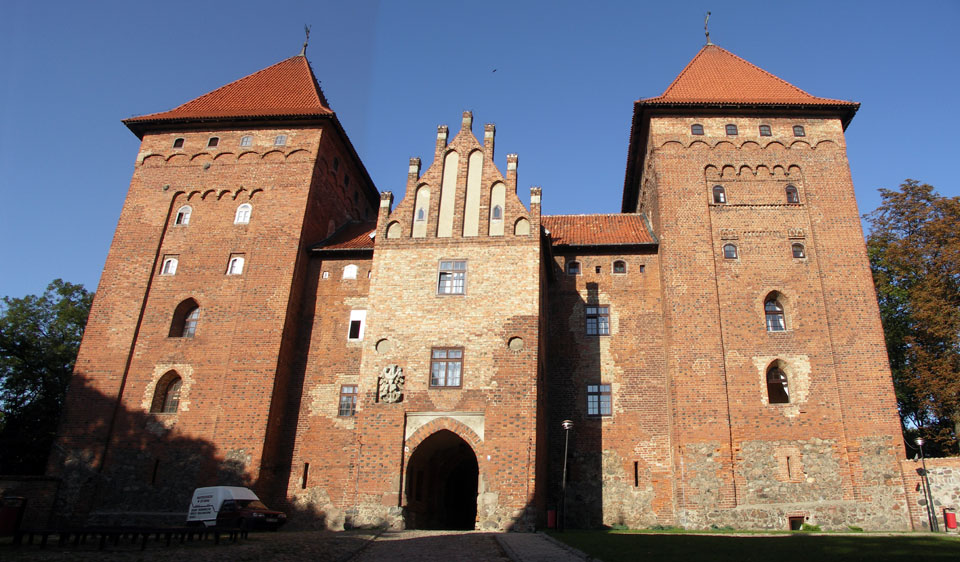
Замок Ниденбург
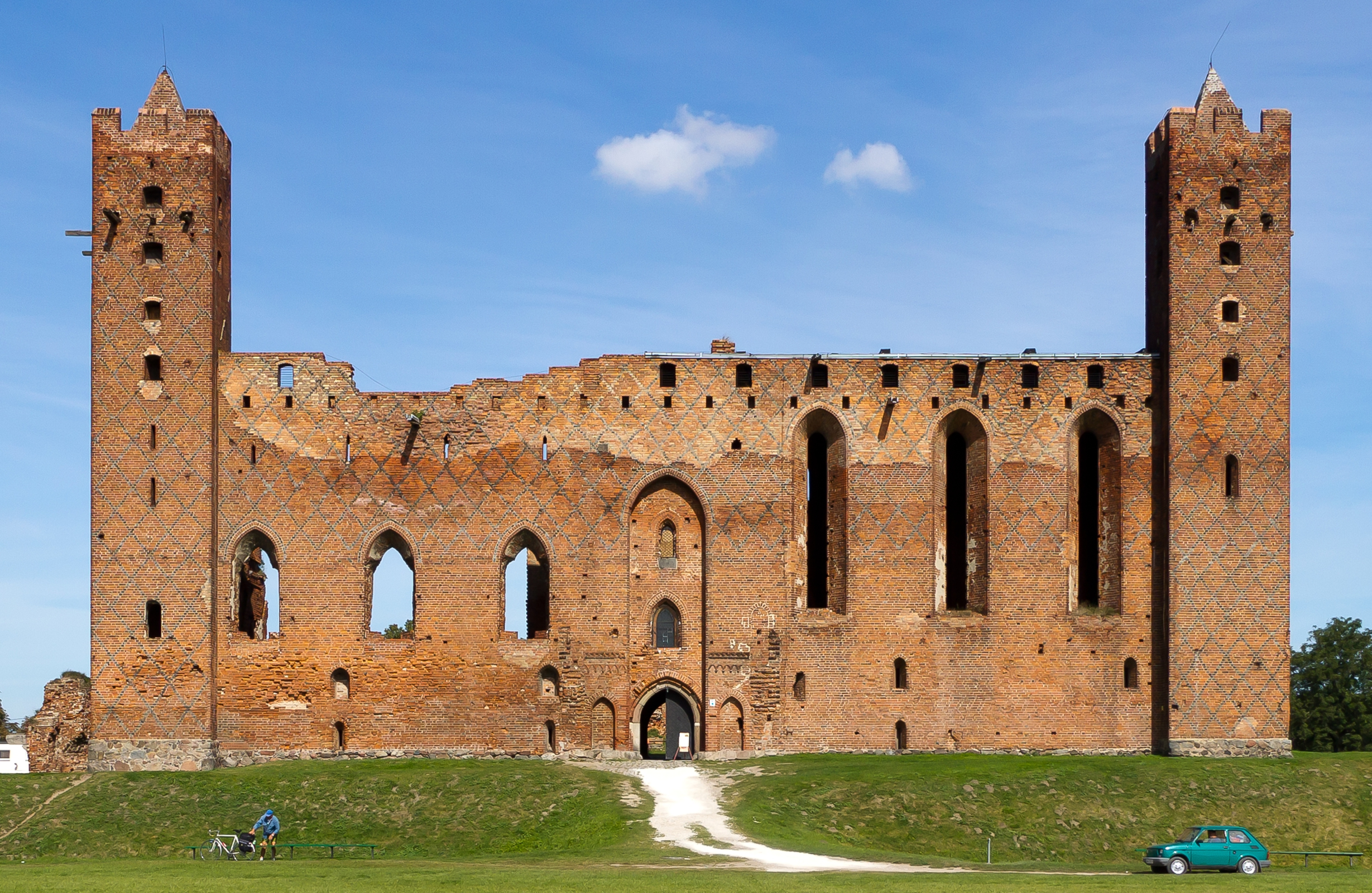
Замок Реден
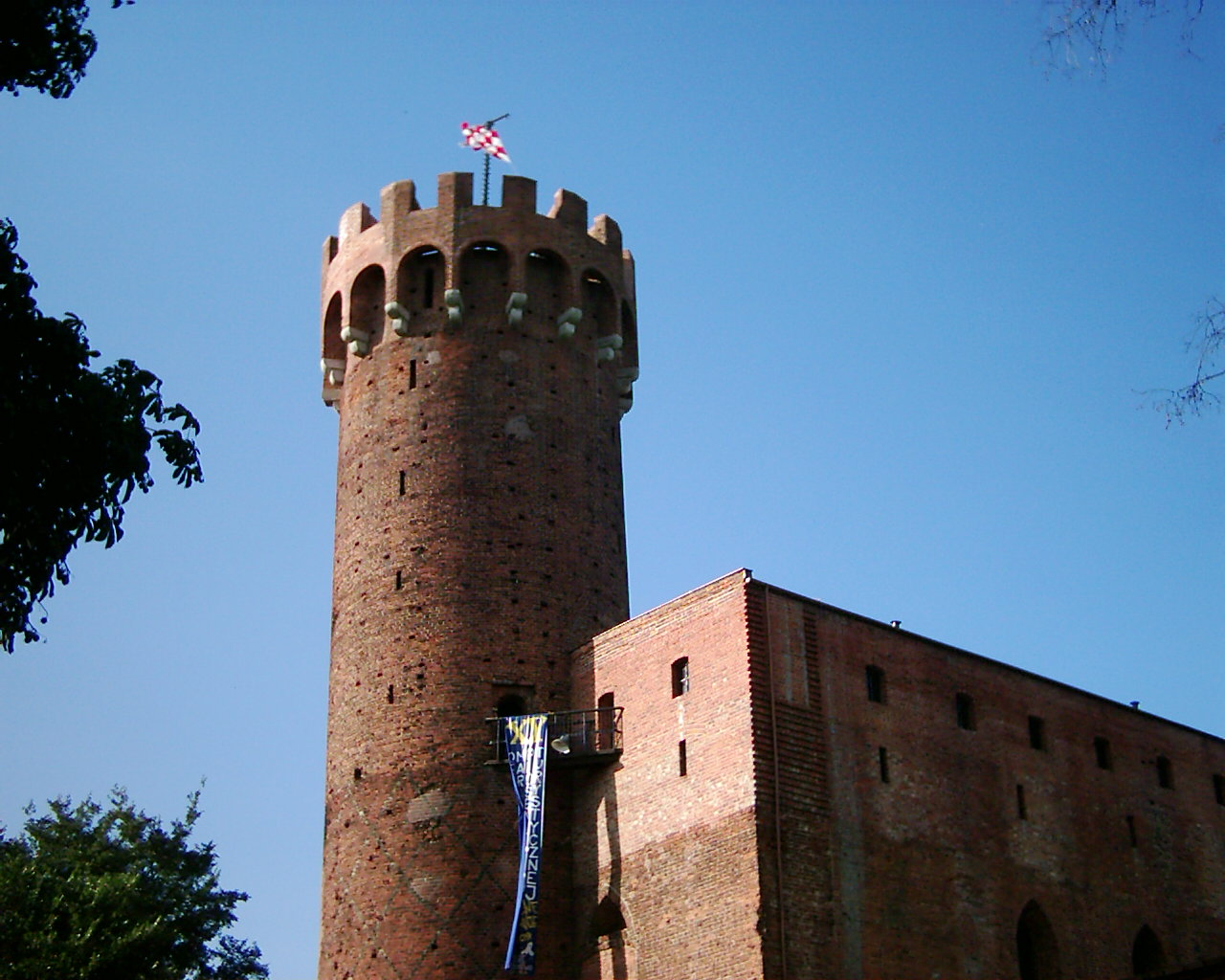
Замок Швец